# Sam J. Jones
Sam J. Jones, właściwie Samuel Gerald Jones, znany także jako Sam Jones (ur. 12 sierpnia 1954 w Chicago w stanie Illinois) – amerykański aktor, producent filmowy i model.

## Życiorys

### Wczesne lata
Dorastał w West Palm Beach, na Florydzie. Ukończył Mira Loma High School w Sacramento. Służył w United States Marine Corps. W czerwcu 1975 pod pseudonimem Andrew Cooper III jego zdjęcia ukazały się na rozkładówce magazynu „Playgirl”.

### Kariera
Swoją przygodę na dużym ekranie rozpoczął od udziału w komedii romantycznej Blake’a Edwardsa Dziesiątka (10, 1979) z Bo Derek, Julie Andrews i Dudleyem Moore. Został dostrzeżony przez teściową Dino De Laurentiisa, producenta filmu fantasy sci-fi Flash Gordon (1980), gdzie zagrał tytułową rolę futbolisty, który wraz z dziennikarką zostaje wysłany rakietą doktora Zarkova. Za rolę był nominowany do Złotej Maliny jako najgorszy aktor oraz został uhonorowany nagrodą Saturna.
W roku 1987 zagrał główną rolę w odcinku pilotażowym serialu The Highwayman gdzie wcielił się w Highwaya, kierowcę superciężarówki, której kabina była zamaskowanym śmigłowcem Aérospatiale Gazelle. W 1988 powstało kolejnych 9 odcinków tej serii, która była połączeniem filmów Mad Max oraz Knight Rider, gdzie rolę KITT-a zastąpiła ciężarówka.
Jest laureatem wielu nagród obywatelskich i humanitarnych.
Był żonaty z Lynn Eriks (1982-87), z którą ma dwoje dzieci. 15 sierpnia 1987 roku ożenił się z Myrtille Blervaque, francuską aktorką, którą poznał podczas zdjęć na Mauritiusie. Rozwiedli się trzy lata później. Po raz trzeci ożenił się z Ramoną Lynn, z którą ma troje dzieci.

## Filmografia

### Filmy fabularne
- 1979: Dziesiątka (10) jako David Hanley
- 1980: Stunts Unlimited jako Bo Carlson
- 1980: Flash Gordon jako Flash Gordon
- 1984: Ziemia poza prawem (No Man’s Land) jako Eli Howe
- 1985: Jungle Heat jako Sam Jones
- 1985: Żona do wynajęcia (This Wife for Hire) jako Tommy Sellers
- 1986: Mój szofer (My Chauffeur) jako Battle
- 1987: The Spirit (TV) jako Spirit/Denny Colt
- 1987: The Highwayman (TV) jako bandyta
- 1987: Poszukiwacze Zaginionego Miasta (Jane and the Lost City) jako Jungle Jack
- 1988: Na celowniku (Under the Gun) jako Mike Braxton
- 1988: Whiteforce jako Johnny Quinn
- 1988: Milczący zabójcy (Silent Assassins) jako Sam Kettle
- 1989: Trigon Fire jako dr James Ford
- 1989: Jednoosobowa armia (One Man Force) jako Pete
- 1989: Przemoc na autostradzie (Driving Force) jako Steve
- 1989: Wydarzyło się w Los Angeles (L.A. Takedown) jako Jimmy
- 1991: Wierzymy w złoto (In Gold We Trust) jako Jeff Slater
- 1992: Inna kobieta (The Other Woman) jako Mike Florian
- 1992: Nocne rytmy (Night Rhythms) jako Jackson
- 1992: Maximum Force jako Michael Crews
- 1992: South Beach jako Billy
- 1995: Żelazne pięści (Fists of Iron) jako Tyler
- 1996: Gdzie leży prawda (Where Truth Lies) jako James
- 1998: Pociąg skazańców (Evasive Action) jako skazaniec
- 1998: TNT (T.N.T.) jako Greel
- 2000: Twarde prawo (Down 'n Dirty) jako Stanton James
- 2012: Ted jako Sam Jones
- 2015: Ted 2 jako Sam J. Jones

### Seriale TV
- 1981-82: Code Red (Code Red) jako Chris Rorchek
- 1982: Hardcastle i McCormick (Hardcastle and McCormick) jako Grant Miller
- 1983-87: Drużyna A (The A-Team) jako Eric
- 1983: Riptide jako Rick Beeber
- 1984-91: Detektyw Hunter (Hunter) jako Lance Lane
- 1988: Highwayman (The Highwayman) jako Highway
- 1989-2001: Słoneczny patrol (Baywatch) jako Ken Jordan
- 1989: Jedwabne pończoszki (Silk Stalkings) jako Sidney
- 1991: Hasło: kocham cię (P.S.I. Luv U) jako Luke
- 1992-97: Renegat (Renegade) jako Earl Lyons, Nicky Griffin, Haggerty
- 1993: Cobra (Cobra) jako Royce, Sierżant Clay Miller
- 1993: Strażnik Teksasu (Walker, Texas Ranger) jako Tommy Williams, Samuel J. Bodine
- 1993-2001: Diagnoza morderstwo (Diagnosis Murder) jako ratownik porucznik Buck Denton
- 1994: Grom w raju (Thunder in Paradise) jako Lider jednego z gangów
- 1996: Niebieski Pacyfik (Pacific Blue) jako Rolf
- 1996: Gorączka w mieście (L.A. Heat) jako Randy Harden, Sullivan
- 1997: Conan jako generał Knorr
- 1997-2007: Gwiezdne wrota (Stargate SG-1) jako Aris Boch
- 2001: Hollywood Safari (Hollywood Safari) jako Troy Johnson